# Perisphinctoidea
Perisphinctoidea, anteriormente Perisphinctaceae, es una superfamilia de amonitas del Jurásico Medio (Bajociano) al Cretácico Inferior (Barremiano), comúnmente con conchas evolutas con nervaduras fuertes que típicamente se dividen en la mitad del flanco antes de cruzar el venter.

## Clasificación
Se han reconocido unas 16 familias en Perisphinctoidea. Lo siguiente se basa en Donovan et al. 1981 con modificación del Tratado de Paleontología de Invertebrados, Parte L (1957).
- Perisphinctidae: Raíz del Jurásico Medio y Superior, derivado de Stephanoceratidae

(Derivados directos de Perisphinctidae del Jurásico Medio)
- Morphiceratidae
- Tulitidae
- Reineckeiidae
- Pachyceratidae
- Aspidoceratidae

(Derivados de Perisphinctidae del Jurásico Superior (Oxfordiano) temprano)
- Aulacostephanidae
- Ataxioceratidae

(derivados del Jurásico Superior Medio (Kimmeridgiano) de Ataxioceratidae)
- Dorsoplanitidae
- Virgatitidae

(derivados tardíos del Jurásico Superior (Titoniano) de Perisphinctidae)
- Simoceratidae
- Himalayitidae
- Olcostephanidae
- Holcodiscidae (indirecto, de Olcostaphanidae) (ahora ubicado en la subfamilia Desmoceratoidea)

(Perisphinctoidea del Cretácico Inferior (Berriasense - Hauteriviense)
- Berriasellidae (derivado de Ataxioceratidae) (ahora considerado una subfamilia de Neocomitidae)
- Polytichitidae [ = Craspeditidae ] (derivado de Dorsoplanitidae)
- Neocomitidae (derivado de Berriasellidae) (ahora incluido en la superfamilia Endemoceratoidea)
- Oosterellidae (derivado hauteriviano de Neocomitidae)